# ويزلي س. ميلر
ويزلي س. ميلر (بالإنجليزية: Wesley C. Miller)‏ هو مهندس الصوت أمريكي، ولد في 27 ديسمبر 1894 في هافر هيل في الولايات المتحدة، وتوفي في 19 أبريل 1962 في لوس أنجلوس في الولايات المتحدة.

## وصلات خارجية
- ويزلي س. ميلر على موقع IMDb (الإنجليزية)
- ويزلي س. ميلر على موقع قاعدة بيانات الفيلم (الإنجليزية)